# Tim Story
Timothy Kevin Story (Los Angeles, 13 marzo 1970) è un regista e produttore cinematografico statunitense.
Laureato alla School of Cinematic Arts, presso l'università di Los Angeles, dopo la direzione di alcuni video-clip si è fatto notare dal grande pubblico grazie a La bottega del barbiere e successivamente grazie alla famosa serie "super-eroistica" I Fantastici 4, ispirata all'omonima serie a fumetti prodotta dalla Marvel Comics.

## Filmografia

### Regista

#### Cinema
- One of Us Tripped (1997)
- The Firing Squad (1999)
- La bottega del barbiere (Barbershop) (2002)
- New York Taxi (Taxi, 2004)
- I Fantastici 4 (Fantastic Four) (2005)
- I Fantastici 4 e Silver Surfer (Fantastic Four: Rise of the Silver Surfer) (2007)
- Hurricane Season (2010)
- Think Like a Man (2012)
- Poliziotto in prova (Ride Along) (2014)
- La guerra dei sessi - Think Like a Man Too (Think Like a Man Too) (2014)
- Un poliziotto ancora in prova (Ride Along 2) (2016)
- Shaft (2019)
- Tom & Jerry (2021)
- Il blindato dell'amore (The Pickup) (2025)

#### Televisione
- Standoff (1 episodio, 2006) (serie TV)
- CSI: Miami (1 episodio, 2010) (serie TV)
- Super Ninja (1 episodio, 2011) (serie TV)

### Produttore
- Standoff (5 episodi, 2006-2007) (serie TV)
- First Sunday (2008)
- Shaft (2019)
- Tom & Jerry (2021)
- Il blindato dell'amore (The Pickup) (2025)

### Doppiatore
- Tom & Jerry, regia di Tim Story (2021)

## Videoclip
- Sweet Lady di Tyrese Gibson (1998)
- I Drive Myself Crazy degli *N Sync (1999)
- Tell Me It's Real di K-Ci Hailey & Jo Jo Hailey (1999)
- The Best Man I Can Be di Ginuwine (1999)
- Take Your Time di Pete Rock (1999)
- Lately di Tyrese Gibson (1999)
- It Feels So Good di Sonique (2000)
- Let's Get Married (Ver. 1) di Jagged Edge (2000)
- Ryde or Die Chick di The L.O.X. (2000)
- Love Me Now di Beenie Man (2000)
- Monica di Before Dark (2000)
- How Long? L.V. (2000)
- My First Love di Avant (2000)
- Brown Skin di India Arie (2001)